# Histioea glaucozona
Histioea glaucozona là một loài bướm đêm thuộc phân họ Arctiinae, họ Erebidae.